# Saison 2 de Nouvelle Star
 (octobre 2022).
Si vous disposez d'ouvrages ou d'articles de référence ou si vous connaissez des sites web de qualité traitant du thème abordé ici, merci de compléter l'article en donnant les références utiles à sa vérifiabilité et en les liant à la section « Notes et références ».
 (octobre 2022).
- Si vous ne connaissez pas le sujet, laissez ce bandeau (vous pouvez alors contacter les auteurs).
- Si vous supprimez le contenu mis en cause (vous pouvez préalablement contacter les auteurs),

argumentez précisément cette suppression dans la page de discussion
(un manque de référence n'est pas un argument ; une recherche réelle de référence doit avoir été effectuée, être formellement documentée).
La deuxième saison de Nouvelle Star, émission française de téléréalité musicale, a été diffusée sur M6 du 11 février 2004 au 13 mai 2004.
Elle a été remportée par Steeve Estatof.

## Participants

### Présentation
- Benjamin Castaldi

### Jury
- André Manoukian
- Dove Attia
- Marianne James
- Manu Katché

### Candidats
- Vainqueur : Steeve Estatof.
- Finaliste : Julien Laurence.
- Éliminés : Amel Bent, Laura Tabourin, Charles Cattaert, Babeth Lando, Pascal Crisinel, John Zéra, Geoffrey Lupart et Simon Gad Barbey.

## Primes

### Prime n°1 - 18 mars 2004
État de la compétition
- Qualifiés : Steeve • Julien • Amel • Laura • Charles • Babeth • Pascal • John • Geoffrey
- Éliminé : Simongad[2]

### Prime n°2 - 25 mars 2004
État de la compétition
- Qualifiés : Steeve • Julien • Amel • Laura • Charles • Pascal • Babeth • John
- Éliminé : Geoffrey[3]

### Prime n°3 -1eravril 2004
État de la compétition
- Qualifiés : Steeve • Julien • Amel • Laura • Charles • Pascal • Babeth
- Éliminé : John[4]

### Prime n°4 - 8 avril 2004
| Candidat | Chanson              | Interprète original |
| -------- | -------------------- | ------------------- |
| Babeth   | Tandem               | Vanessa Paradis     |
| Pascal   | Pas de boogie woogie | Eddy Mitchell       |
| Charles  | Lucie                | Pascal Obispo       |
| Amel     | La Bohème            | Charles Aznavour    |
| Steeve   | Le Chemin            | Kyo                 |
| Laura    | Zen                  | Zazie               |
| Julien   | Pauvres Diables      | Julio Iglesias      |

Chansons collectives
- Johnny Hallyday, Allumer le feu : Tous les candidats
- Claude François, Comme d'habitude : Tous les candidats
- Jean-Jacques Goldman, Au bout de mes rêves : Tous les candidats

État de la compétition
- Qualifiés : Steeve • Julien • Amel • Laura • Charles • Babeth
- Éliminé : Pascal[6]

### Prime n°5 - 15 avril 2004
État de la compétition
- Qualifiés : Steeve • Julien • Amel • Laura • Charles
- Éliminée : Babeth[7]

### Prime n°6 - 22 avril 2004
État de la compétition
- Qualifiés : Steeve • Julien • Amel • Laura
- Éliminé : Charles[8]

### Prime n°7 - 29 avril 2004
| Candidat | Chanson                           | Interprète original |
| -------- | --------------------------------- | ------------------- |
| Julien   | Je vais t'aimer                   | Michel Sardou       |
| Julien   | Stand by Me                       | Ben E. King         |
| Laura    | Be My Baby                        | Vanessa Paradis     |
| Laura    | Au fur et à mesure                | Liane Foly          |
| Amel     | Fallin'                           | Alicia Keys         |
| Amel     | Savoir aimer                      | Florent Pagny       |
| Steeve   | Combien de temps                  | Stephan Eicher      |
| Steeve   | L'amour c'est comme une cigarette | Sylvie Vartan       |

Chansons collectives
- France Gall, Besoin d'amour : Les quatre candidats
- Grease, You're the One That I Want : Julien et Laura
- Michel Berger, Quelques mots d'amour : Steeve et Amel
- Téléphone, Ça (c'est vraiment toi) : Les quatre candidats

État de la compétition
- Qualifiés : Steeve • Julien • Amel
- Éliminée : Laura[9]

### Prime n°8 - 6 mai 2004: Demi-finale
| Candidat | Chanson                | Interprète original |
| -------- | ---------------------- | ------------------- |
| Julien   | Purple Rain            | Prince              |
| Julien   | Prendre racine         | Calogero            |
| Steeve   | Message in a Bottle    | The Police          |
| Steeve   | Angie                  | The Rolling Stones  |
| Amel     | I Will Always Love You | Whitney Houston     |
| Amel     | ?                      | ?                   |

Chansons collectives
- Julien Clerc, Quand je joue : Julien, Steeve et Amel
- Jean Schultheis, Confidence pour confidence : Julien, Steeve et Amel

État de la compétition
- Qualifiés : Steeve • Julien
- Éliminée : Amel

### Prime n°9 - 13 mai 2004: Finale
| Candidat | Chanson                   | Interprète original |
| -------- | ------------------------- | ------------------- |
| Steeve   | Knockin' on Heaven's Door | Guns N' Roses       |
| Steeve   | Highway to Hell           | AC/DC               |
| Steeve   | Le Sud                    | Nino Ferrer         |
| Julien   | A Whiter Shade of Pale    | Procol Harum        |
| Julien   | Pride                     | U2                  |
| Julien   | Requiem pour un fou       | Johnny Hallyday     |

Chansons collectives
- Michel Fugain, Attention mesdames et messieurs : Julien, Steeve, Laura, Amel, Charles, Simongad, John, Babeth, Pascal, Geoffrey
- Johnny Hallyday, Sang pour sang : Julien et Steeve
- Jacques Brel, Quand on n'a que l'amour : Julien et Steeve
- Téléphone, Ça (c'est vraiment toi) : Julien, Steeve, Laura, Amel, Charles, Simongad, John, Babeth, Pascal, Geoffrey
- ABBA, Dancing Queen : Marianne James, Dove Attia, Manu Katché et André Manoukian avec Jasmine Roy, Daniel Jean Louis et Stéphane Jarny

État de la compétition
- Vainqueur : Steeve
- Finaliste : Julien

Invités
- Jasmine Roy
- Daniel Jean Louis
- Stéphane Jarny

## Faits marquants
Le 18 mars 2004, lors du prime, le public élimine le candidat Simongad, très apprécié du jury. Manu Katché déclare alors « achetez-vous des oreilles »[réf. souhaitée], tandis que Marianne James dit « vous avez de la merde dans les oreilles »,.

## Audiences
| Épisode | Diffusion                | Téléspectateurs | Parts de marché | Classement des audiences de la soirée | Référence |
| ------- | ------------------------ | --------------- | --------------- | ------------------------------------- | --------- |
| 1       | Mercredi 11 février 2004 | 4 475 360       | 18,8 %          | 3e                                    | [ 15 ]    |
| 2       | Mercredi 18 février 2004 | 4 151 840       | 16,4 %          | 4e                                    | [ 15 ]    |
| 3       | Mercredi 25 février 2004 | 4 475 360       | 18,2 %          | 3e                                    | [ 15 ]    |
| 4       | Jeudi 4 mars 2004        | 4 097 920       | 17,9 %          | 3e                                    | [ 15 ]    |
| 5       | Jeudi 11 mars 2004       | 3 558 720       | 15,7 %          | 3e                                    | [ 15 ]    |
| 6       | Jeudi 18 mars 2004       | 3 828 320       | 18,3 %          | 3e                                    | [ 15 ]    |
| 7       | Jeudi 25 mars 2004       | 3 720 480       | 17 %            | 3e                                    | [ 15 ]    |
| 8       | Jeudi 1er avril 2004     | 3 289 120       | 14 %            | 4e                                    | [ 15 ]    |
| 9       | Jeudi 8 avril 2004       | 4 205 760       | 19,2 %          | 2e                                    | [ 15 ]    |
| 10      | Jeudi 15 avril 2004      | 3 558 720       | 16,9 %          | 4e                                    | [ 15 ]    |
| 11      | Jeudi 22 avril 2004      | 3 720 480       | 17,3 %          | 2e                                    | [ 15 ]    |
| 12      | Jeudi 29 avril 2004      | 3 882 240       | 17,5 %          | 3e                                    | [ 15 ]    |
| 13      | Jeudi 6 mai 2004         | 3 612 640       | 16,5 %          | 4e                                    | [ 15 ]    |
| 14      | Jeudi 13 mai 2004        | 4 097 920       | 19,7 %          | 2e                                    | [ 15 ]    |

Sur fond vert : plus hauts chiffres d'audiences
Sur fond rouge : plus bas chiffres d'audiences